# René Bliard
Michel Leblond (Reims, 18 de octubre de 1932-27 de septiembre de 2009) fue un futbolista francés, que jugó en la posición de delantero. Formó parte del Stade de Reims que quedó dos veces finalista de la Copa de Europa y de la selección francesa que participó en los Juegos Olímpicos de 1952, aunque no jugó ni un minuto.

## Clubes

### Jugador
| Club           | País    | Año       |
| -------------- | ------- | --------- |
| Stade de Reims | Francia | 1953–1959 |
| Red Star       | Francia | 1959–1960 |
| Rouen          | Francia | 1960–1961 |
| Red Star       | Francia | 1961–1963 |

## Palmarés
- Ligue 1: 1955, 1958
- Copa de Francia: 1958
- Copa de Europa: Finalista en 1956, 1959